# Buttrio
Buttrio (Buri en frioulan) est une commune italienne d'environ 5 000 habitants, de la province d'Udine, dans la région autonome du Frioul-Vénétie Julienne en Italie.

## Administration
| Période                                  | Période | Identité          | Étiquette | Qualité |
| ---------------------------------------- | ------- | ----------------- | --------- | ------- |
|                                          |         | Tiziano Venturini |           |         |
| Les données manquantes sont à compléter. |         |                   |           |         |

### Hameaux
Camino, Caminetto, Vicinale

### Communes limitrophes
Manzano, Pavia di Udine, Pradamano, Premariacco